# 邱德雲
邱德雲（1931年—2014年3月13日），臺灣苗栗縣苗栗市客家人，長年在苗栗農村拍攝黑白照片。

## 攝影生涯
邱德雲為1931年生於苗栗。因他因擅長棒球，被網羅到中國石油公司台灣油礦探勘總處球隊，成為中油員工。
1958年，他因羨慕建臺中學同窗、上海來的中油同事可拍照，便以半年薪水買第一部單眼相機配件學攝影，不到一年就在家設暗房。他有了第一台賓得士相機後，就跟友人陳嚴川加入中油的攝影社團。原先邱德雲只常去苗栗市龜山大橋與苗栗隧道等拍風景，後受日本二次戰敗後流行的現實主義影響，在鄉土各角拍攝社會底層真實生活。如他在1960年代以苗栗市為攝影地的「加里山下客家庄」系列照，就保存舊日的市貌，有些景物連政府機關的史料都不易找到。邱德雲的佳作之一是約1960年在大湖鄉汶水拍攝一名老伯急忙挑著香茅油去賣的場景。
邱德雲雖以拍攝鄉土為主，但早期作品少見漁村，是因戒嚴時臺灣海濱是禁止攝影的國安重地。一次他去屏東縣枋山鄉楓港拍漁民牽罟，遭哨兵發現，一再求饒並交出底片，才免被移送法辦。
1971年前，邱德雲積極參加攝影比賽，但後因政治氛圍讓農村寫實未受青睞，就不再參賽。1975年，邱德雲和陳嚴川等人組成苗栗攝影學會。邱德雲曾任苗栗縣攝影學會第四、第五屆理事長。
邱德雲以土門拳為學習對象，強調黑白影像中的黑色、寫實精神。1980年代，因受彩色攝影的衝擊，邱德雲那段時間幾乎停止攝影。對於為何邱德雲堅持用黑白膠卷，他的理由是希望作品不要被色彩分散注意力。直到1990年，他遇到同樣喜歡黑白照片的同好，才重拾攝影。1990年2月3日，邱德雲、陳禮文、陳嚴川、黃勝沐、羅漢章、謝其煚等人，以牛軛為標誌、客家人硬頸精神作取名，成立名為「硬頸攝影群」的攝影社團，定期舉辦攝影巡迴展覽。他們會每年選定一個鄉土的主題，成員分頭取材，以為鄉土留下真實的影像紀錄。例如邱德雲就以勞動者為主題，以客家男性耕作時穿的短褲，為自己系列作取名「水褲頭」。1993年，他以自費方式出版《水褲頭》攝影集。
1990年代，邱德雲積極為農村留下攝影紀錄。1994年，在總統李登輝提倡本土化運動下，苗栗縣政府文化局向邱德雲借舊照片作展覽，因此邱德雲作品開始受到注目。邱德雲外孫女楊寧雅受外祖父影響，自高中開始拍黑白照片，更擔任中興大學攝影研究社長，也會協助外祖父辦個展。2011年起，資深記者陳淑華受邱德雲以老舊農具為攝影主題的「風吹日炙」系列照所觸發，為促進《風吹日炙》攝影集出版，2年來常搭電車南下苗栗去訪談邱德雲。
2014年3月13日，邱德雲病逝。該年10月2日，中華民國文化部在洛杉磯的臺灣書院入駐西木區時，就即日舉行邱德雲的攝影紀念展，展期半年。日後，遺族將邱德雲則括808捲底片、1776件作品贈與國家攝影文化中心。

## 出版專書
- 邱德雲. . 1993. ISBN 9789579705462.

- 邱德雲. . 苗栗縣立文化中心. 2001.

- 邱德雲. 陳淑華 , 编. . 遠流. 2014. ISBN 9789573275114.

- 邱德雲. 蔡昭儀 , 编. . 國立臺灣美術館. 2023. ISBN 9789865329679.